# 濟姆內

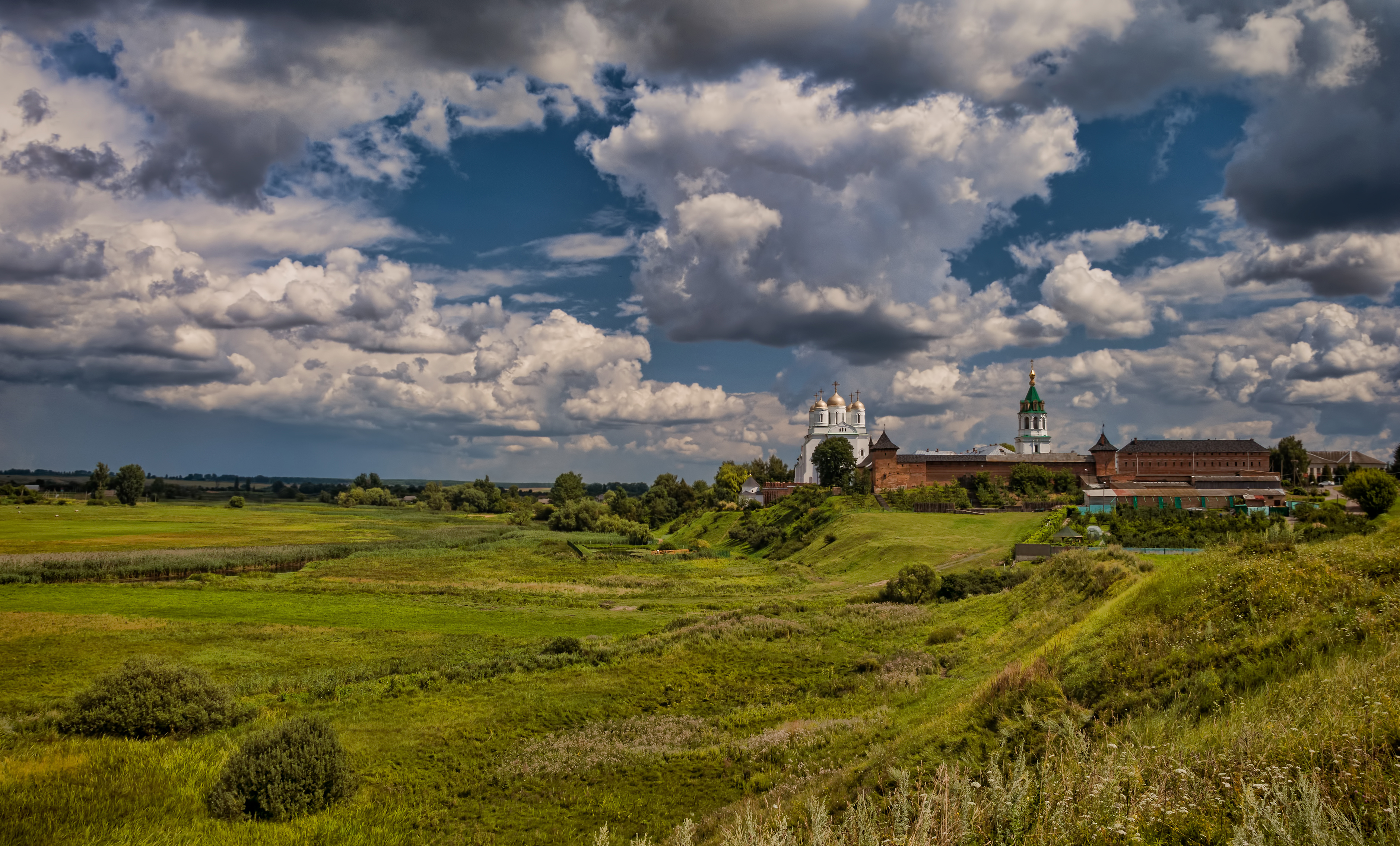
修道院

濟姆內（烏克蘭語：Зимне），是烏克蘭西部沃倫州沃洛德米爾區济姆内市镇内的村落及其行政中心。始建於1450年，面積2.32平方公里，海拔高度204米，2001年人口943，人口密度每平方公里406.47人。